# Южаков, Юрий Александрович
Юрий Александрович Южаков (18.07.1932 — 26.10.2001) — командир вертолета Ми-10к Тюменского управления гражданской авиации, Герой Социалистического Труда.

## Биография
Родился 18 июля 1932 года в городе Витебск, Белоруссия.
В 1950 году окончил Сасовское летное училище пилотов ГВФ и в этом же году прибыл в аэропорт Тюмень. Летал на самолетах ПО-2, Ш-2, АН-2, ЛИ-2. Затем освоил вертолеты МИ-4, МИ-6, МИ-8, МИ-10к.
С 1959 года работал на командных должностях — заместитель командира, командир авиационной эскадрильи, в 1965 году утвержден командиром летного отряда.
В 1971 году по собственному желанию переведен на должность командира вертолета МИ-6, вскоре утверждается в должности командира вертолета МИ-10К. На этом вертолете Ю. А. Южаков — пилот 1 класса один из первых в гражданской авиации освоил уникальные работы: монтаж опор ЛЭП-500 высотой 60 метров, установка телерадиорелейных башен и многое другое.
Указом Президиума Верховного Совета СССР от 12 января 1979 года за выдающиеся успехи, достигнутые в работе по авиационному обслуживанию строительства важнейших народнохозяйственных объектов страны Южакову Юрию Александровичу присвоено звание героя социалистического труда с вручением ордена Ленина и медали «Серп и молот».
Южаков Ю. А. налетал в Тюменском небе более 22000 часов. В 1987 году оставил летную работу и перешел в учебно-тренировочный отряд на должность инструктора тренажера, передавал другим свои знания и опыт. В 1992 году с авиацией расстался окончательно, уйдя на заслуженный отдых.
Жил в городе Тюмень. Скончался 26 октября 2001 года.
Награждён орденами Ленина, Трудового красного Знамени, медалями. Почетный гражданин города Тюмени.